# Nicole Berka
Nicole Berka (* 15. April 1980 in Waldbröl als Nicole Sander) ist eine deutsche Kommunalpolitikerin (SPD). Sie ist seit dem 23. Juni 2014 Bürgermeisterin der Gemeinde Neunkirchen-Seelscheid im Rhein-Sieg-Kreis.

## Leben
Nicole Berka wuchs in der Gemeinde Windeck auf und besuchte die Gesamtschule in Waldbröl, die sie 1999 mit dem Abitur abschloss. Danach absolvierte sie ein duales Studium zur Diplom-Betriebsverwaltungswirtin bei der Kreisverwaltung im Rhein-Sieg-Kreis und anschließend ein Masterstudium in der Fachrichtung „Europäisches Verwaltungsmanagement“ an der Fachhochschule des Bundes in Brühl. Während dieses Studiums absolvierte Berka Praktika im Europäischen Parlament.
Seit 2003 ist Nicole Berka Mitglied der SPD. Von 2010 bis 2014 war sie Referentin und stellvertretende Referatsleiterin im Referat Technik/Abteilung Einsatz des Technischen Hilfswerks. Bei den Kommunalwahlen 2014 trat Nicole Berka als gemeinsame Kandidatin von SPD, Grünen und der Freiwilligen Unabhängigen Wählergemeinschaft bei der Bürgermeisterwahl in Neunkirchen-Seelscheid an und setzte sich mit 57,17 Prozent der Stimmen gegen den Amtsinhaber Helmut Meng von der CDU durch. Bei den Kommunalwahlen im September 2020 wurde Berka mit 50,29 Prozent der Stimmen gegen Anke Nolte (CDU) und Guido Demmer (WfN) in ihrem Amt bestätigt.
Nicole Berka ist seit Oktober 2020 mit Alexander Berka verheiratet.